# Les Dirouilles
Les Dirouilles (Jèrriais: Les Dithouïl'yes) sono una serie di scogli a nord-est di Jersey.
Ognuno degli scogli ha un nome e sono complessivamente noti anche come Les Pièrres (le rocce).